# Arumbavur
Arumbavur là một thị xã panchayat của quận Perambalur thuộc bang Tamil Nadu, Ấn Độ.

## Địa lý
Arumbavur có vị trí 11°23′B 78°44′Đ / 11,38°B 78,73°Đ Nó có độ cao trung bình là 170 mét (557 foot).

## Nhân khẩu
Theo điều tra dân số năm 2001 của Ấn Độ, Arumbavur có dân số 11.083 người. Phái nam chiếm 49% tổng số dân và phái nữ chiếm 51%. Arumbavur có tỷ lệ 62% biết đọc biết viết, cao hơn tỷ lệ trung bình toàn quốc là 59,5%: tỷ lệ cho phái nam là 71%, và tỷ lệ cho phái nữ là 54%. Tại Arumbavur, 10% dân số nhỏ hơn 6 tuổi.